# Under the Influence (Morrissey)
Under the Influence è un album raccolta.
Pubblicato il 26 maggio del 2003, il disco contiene una selezione di brani scelti da Morrissey per mostrare la musica che, nel corso degli anni, ha influenzato il suo lavoro.

## Realizzazione
L'album è stato pubblicato dalla DMCWorld e fa parte di una serie dedicata ad altrettanti artisti o band, quali Ian Brown, Paul Weller, Bob Geldof e Super Furry Animals. Una raccolta analoga, intitolata Songs to Save Your Life, è stata pubblicata il 19 giugno 2004 dalla rivista musicale britannica NME.
La foto di Morrissey in copertina, realizzata da Paul Spencer, proviene dalla stessa session fotografica da cui venne tratto lo scatto utilizzato sulla copertina del singolo Sunny.
Dalle note di copertina del disco, scritte dallo stesso Morrissey: "La rete di Nico mi coinvolse presto. La sua voce era pari al suono di un corpo che viene gettato da una finestra, del tutto senza speranza rispetto a questo mondo, o al prossimo, o al precedente. Sul palco si muoveva come una grande casa scricchiolante, mai una volta alterando la direzione dei suoi occhi. Ne sono innamorato. La sua armonia si sollevava e si gonfiava come le onde che si infrangono a vicenda. Se avesse potuto ridere, lei lo avrebbe fatto. Ma non poteva e così non l'ha fatto."

## Tracce
1. The Sundown Playboys - Saturday Nite Special - 2:11
2. The New York Dolls - Trash - 3:08
3. Nat Couty - Woodpecker Rock - 1:59
4. Diana Dors - So Little Time - 2:31
5. Ludus - Breaking The Rules - 2:45
6. Charlie Feathers - One Hand Loose - 2:18
7. T. Rex - Great Horse - 1:43
8. Jimmy Radcliffe - (There Goes) The Forgotten Man - 2:45
9. Jaybee Wasden - De Castrow - 2:38
10. Ramones - Judy Is A Punk - 1:30
11. Sparks - Arts & Crafts Spectacular - 2:25
12. The Cats - Swan Lake - 3:02
13. Nico - All That Is My Own - 3:28
14. Patti Smith - Hey Joe - 5:03
15. Klaus Nomi - Death - 4:21